# Metamynoglenes ngongotaha
Metamynoglenes ngongotaha là một loài nhện trong họ Linyphiidae. Chúng được A. David Blest & Cor J. Vink miêu tả năm 2002.